# Knoxville Challenger 2012
Il Knoxville Challenger 2012 è stato un torneo professionistico di tennis maschile giocato sul cemento. È stata la 9ª edizione del torneo, facente parte dell'ATP Challenger Tour nell'ambito dell'ATP Challenger Tour 2012. Si è giocato a Knoxville negli Stati Uniti dal 5 all'11 novembre 2012.

## Partecipanti ATP

### Teste di serie
| Nazionalità | Giocatore          | Ranking* | Testa di serie |
| ----------- | ------------------ | -------- | -------------- |
| Stati Uniti | Jesse Levine       | 74       | 1              |
| Russia      | Alex Bogomolov Jr. | 96       | 2              |
| Stati Uniti | Michael Russell    | 101      | 3              |
| Germania    | Miša Zverev        | 140      | 4              |
| Stati Uniti | Ryan Sweeting      | 147      | 5              |
| Stati Uniti | Bobby Reynolds     | 152      | 6              |
| Stati Uniti | Tim Smyczek        | 157      | 7              |
| Stati Uniti | Denis Kudla        | 163      | 8              |

- 1 Ranking al 29 ottobre 2012.

### Altri partecipanti
Giocatori che hanno ricevuto una wild card:
- Jarryd Chaplin
- Brandon Ficky
- Christian Harrison
- Eric Quigley

Giocatori che sono passati dalle qualificazioni:
- Devin Britton
- Luka Gregorc
- Daniel King-Turner
- Austin Krajicek

## Campioni

### Singolare
- Michael Russell ha battuto in finale  Bobby Reynolds con il punteggio di 6–3, 6–2.

### Doppio
- Alex Kuznetsov /  Miša Zverev hanno battuto in finale  Jean Andersen /  Izak van der Merwe con il punteggio di 6–4, 6–2.